# 十和田おいらせ農業協同組合
十和田おいらせ農業協同組合（とわだおいらせのうぎょうきょうどうくみあい、略称：JA十和田おいらせ、十和田おいらせ農協）は、青森県十和田市に本店を置く農業協同組合。

## 合併の経緯
青森県上十三地域にある各農協の合併をめぐって、当初は7つの農協（十和田市・横浜町・とうほく天間・八甲田・おいらせ・ももいし・下田町）による枠組みだったものの、その後4つの農協（横浜町・とうほく天間・八甲田・おいらせ）が相次いで合併協議から離脱したことから、まず2008年4月には、協議に残っていた3農協（十和田市・ももいし・下田町）が合併して『十和田おいらせ農業協同組合(旧)』が発足した。
その後、2008年8月には2農協（横浜町・八甲田）側が十和田おいらせ側と合併の協議を再開し、翌2009年2月にはむつ市のはまなす農協も加わり、協議を進めてきた。
そして同年9月26日には4農協とも臨時総会をそれぞれ開き、合併に関する議案等が可決した。これにより、2010年4月1日には、新たな『十和田おいらせ農業同組合(新)』が誕生した。

## 沿革
(旧)JA十和田おいらせ
- 2008年4月1日 - 十和田市・ももいし・下田町の3農協が新設合併し、十和田おいらせ農業協同組合が発足。統一金融機関コードは旧：JA十和田市の『3455』を継承[3]。
- 2010年4月1日 - 当農協と横浜町・八甲田・はまなすの4農協と共に新設合併して(新)十和田おいらせ農業協同組合発足に伴い、解散。

(新)JA十和田おいらせ
- 2010年4月1日 - (旧)十和田おいらせ・横浜町・八甲田・はまなすの4農協が新設合併し、(新)十和田おいらせ農業協同組合が発足。

## 店舗
十和田市
- 本店 - 西十三番町4-28
- 大深内支店 - 洞内後野19-1
- 藤坂支店 - 相坂小林361-1
- 十和田湖支店（旧：JA八甲田・十和田湖支店） - 奥瀬堰道16-1

むつ市
- むつ支店（旧：JAはまなす・本所） - 横迎町一丁目11-35

上北郡
- ももいし支店 - おいらせ町上前田7-3
- 下田支店 - おいらせ町馳下り55
- 横浜町支店（旧：JA横浜町・本所） - 横浜町寺下34-1
- 上北支店（旧：JA八甲田・本店） - 東北町上野新堤向93-1
- 七戸支店（旧：JA八甲田・七戸支店） - 七戸町笊田川久保8-3

## 産直施設
- ファーマーズマーケット『かだぁ〜れ』
2020年10月9日オープン[4]。農協の経営する産直施設としては青森県内最大で売り場面積約800平方メートル[4]。